# Turbo folk
Turbo folk (tudi turbo-folk), je priljubljena glasbena zvrst nastala v Jugoslaviji v poznih 1980-tih. Nastala je pod vplivom popularnih pop folk izvajalcev 1980-tih, kot je na primer Lepa Brena.
Turbo folk ima sloves kavarniške glasbe, zelo priljubljen pa je izraz narodnjaki (narodnjaci) tako za glasbo kot za izvajalce. Izraz turbofolk je prvil uporabil črnogorsko-srbski pevec in glasbenik Rambo Amadeus. Z njim je sicer na šaljiv način opisoval lasten čudni zvok, ki je združeval različne sloge in vplive, podobno kot švedski način serviranja hrane smörgåsbord. Najprej je bil izraz le zvočna zbadljivka, fraza, ki je namenoma šaljiva za združevanje dveh nasprotujočih si pojmov - »turbo«, ki se nanaša na podobo sodobnega industrijskega razvoja in »folk«, simbol tradicije in podeželskega nazadnjaštva. 
Čeprav je turbo folk tesno povezan z izvajalci iz Srbije, je bil priljubljen tudi v drugih nekdanjih jugoslovanskih republikah: Bosni in Hercegovini, Hrvaški, Makedoniji in Sloveniji. Poleg tega je turbo folk prisoten tudi v Bolgariji, Turčiji in Grčiji, kjer se pojavlja vzporedno z ustreznimi krajevnimi zvrstmi: čalgo, arabesko in laiko. Zelo podobna glasbena zvrst je priljubljena v Romuniji, kjer je znana kot manele.
Turbo folk je nastal iz pop folka ob velikem vplivu sodobnih zvrsti. Sama melodika je mešanica srbske etnične in romske glasbe, čutiti pa je vpliv arabske, turške in grške ljudske glasbe. V devetdesetih letih je postal turbo-folk v Srbiji eden glavnih medijev za promoviranje državno sponzoriranega nacionalizma in velikosrbskih teženj ter poveličevanje t. i. »nove elite« srbskih mafijcev, ki so obogateli in prišli na oblast na sumljiv način. Razširja se predvsem prek medijev, ki jih nadzoruje država, med katerimi ima najvidnejšo vlogo televizijska postaja TV Pink.
Najpomembnejša predstavnica in simbol turbofolka je srbska pevka Svetlana Ražnatović - Ceca. Njena poroka s srbskim generalom in vojnim zločincem Željkom Ražnatovićem - Arkanom leta 1995 po mnenju kritikov simbolizira zvezo med turbofolkom in srbsko oblastjo. Po Ceci se zgledujejo mnogi izvajalci (Jelena Karleuša, Rada Adžić - 'Dara Bubamara' in drugi, ki so vse bolj priljubljeni). Poleg tega je priljubljen in dejaven tudi velik del pevcev starejše »novokomponirane« narodne glasbe (Lepa Brena, Lepa Lukić, Šemsa Suljaković, Bora Drljača, Mile Kitić, Miloš Bojanić, Mitar Mirić idr.).

Slovenski predstavniki turbofolka so skupina Turbo Angels .